# Сен-Сернен (Лот)
Сен-Серне́н (фр. Saint-Cernin) — колишній муніципалітет у Франції, у регіоні Окситанія, департамент Лот. Населення — 191 осіб (2011).
Муніципалітет був розташований на відстані близько 480 км на південь від Парижа, 115 км на північ від Тулузи, 20 км на північний схід від Каора.

## Історія
До 2015 року муніципалітет перебував у складі регіону Південь-Піренеї. Від 1 січня 2016 року належав до нового об'єднаного регіону Окситанія.
1 січня 2016 року Сен-Сернен і Сен-Мартен-де-Вер було об'єднано в новий муніципалітет Ле-Пеш-дю-Вер.

## Демографія
Динаміка населення (INSEE ):
Розподіл населення за віком та статтю (2006):
| Стать | Всього | До 15 років | 15-24 | 25-44 | 45-64 | 65-85 | Понад 85 |
| --- | ------ | ----------- | ----- | ----- | ----- | ----- | -------- |
| Чоловіки | 84     | 4           | 12    | 12    | 24    | 32    | 0        |
| Жінки | 96     | 4           | 8     | 8     | 40    | 32    | 4        |
| \| Статево-вікова піраміда \| Статево-вікова піраміда \| Статево-вікова піраміда \| \| ----------------------- \| ----------------------- \| ----------------------- \| \| Чоловіки \| Вік \| Жінки \| \| 0 \| 85 + \| 4 \| \| 4 \| 80-84 \| 8 \| \| 12 \| 75-79 \| 0 \| \| 12 \| 70-74 \| 20 \| \| 4 \| 65-69 \| 4 \| \| 4 \| 60-64 \| 4 \| \| 16 \| 55-59 \| 12 \| \| 0 \| 50-54 \| 8 \| \| 4 \| 45-49 \| 16 \| \| 0 \| 40-44 \| 0 \| \| 8 \| 35-39 \| 4 \| \| 4 \| 30-34 \| 0 \| \| 0 \| 25-29 \| 4 \| \| 4 \| 20-24 \| 0 \| \| 8 \| 15-20 \| 8 \| \| 4 \| 10-14 \| 0 \| \| 0 \| 5-9 \| 4 \| \| 0 \| 0-4 \| 0 \| |        |             |       |       |       |       |          |
| Статево-вікова піраміда |        |             |       |       |       |       |          |
| Чоловіки | Вік    | Жінки       |       |       |       |       |          |
| 0 | 85 +   | 4           |       |       |       |       |          |
| 4 | 80-84  | 8           |       |       |       |       |          |
| 12 | 75-79  | 0           |       |       |       |       |          |
| 12 | 70-74  | 20          |       |       |       |       |          |
| 4 | 65-69  | 4           |       |       |       |       |          |
| 4 | 60-64  | 4           |       |       |       |       |          |
| 16 | 55-59  | 12          |       |       |       |       |          |
| 0 | 50-54  | 8           |       |       |       |       |          |
| 4 | 45-49  | 16          |       |       |       |       |          |
| 0 | 40-44  | 0           |       |       |       |       |          |
| 8 | 35-39  | 4           |       |       |       |       |          |
| 4 | 30-34  | 0           |       |       |       |       |          |
| 0 | 25-29  | 4           |       |       |       |       |          |
| 4 | 20-24  | 0           |       |       |       |       |          |
| 8 | 15-20  | 8           |       |       |       |       |          |
| 4 | 10-14  | 0           |       |       |       |       |          |
| 0 | 5-9    | 4           |       |       |       |       |          |
| 0 | 0-4    | 0           |       |       |       |       |          |

## Економіка
2010 року серед 109 осіб працездатного віку (15—64 років) 72 були активними, 37 — неактивними (показник активності 66,1%, у 1999 році було 67,4%). З 72 активних мешканців працювало 68 осіб (37 чоловіків та 31 жінка), безробітними було 4 (2 чоловіки та 2 жінки). Серед 37 неактивних 6 осіб було учнями чи студентами, 25 — пенсіонерами, 6 були неактивними з інших причин.

У 2010 році в муніципалітеті числилось 89 оподаткованих домогосподарств, у яких проживали 190,5 особи, медіана доходів виносила 18 627 євро на одного особоспоживача